# Konrad Pakuła
Konrad Pakuła (ur. 1953 w Łodzi, zm. 27 grudnia 2019) – polski wydawca, założyciel i wieloletni prezes wydawnictwa Akapit Press.

## Życiorys
Była absolwentem Wydziału Ekonomiczno-Socjologicznego Uniwersytetu Łódzkiego na kierunku informatyka. Przed założeniem wydawnictwa Akapit Press, pracował jako programista EMC w Łódzkich Zakładach Tekstylno-Konfekcyjnych „Teofilów”, w Łódzkich Zakładach Kopii Filmowych oraz jako ekonomista w PKO BP. Był współtwórcą powstałego w 1992 wydawnictwa Akapit Press, które tworzył z żoną Iwoną. Był dyrektorem ekonomicznym i prezesem zarządu Akapit Press.
Został pochowany w części rzymskokatolickiej cmentarza na Dołach w Łodzi. 